# Redmond, Washington
Redmond là một thành phố nằm trong quận King thuộc tiểu bang Washington, Hoa Kỳ.
Thành phố này được đặt tên theo. Theo điều tra dân số của Cục điều tra dân số Hoa Kỳ năm 2000, thành phố có dân số người.

## Lịch sử
Người Mỹ bản địa đã sinh sống ở khu vực Redmond trong khoảng 10,000 năm, theo những di vật được phát hiện ở  Trung Tâm khảo cứu Thị Trấn Redmond và cứ điểm Tiền Sử Ấn Độ Marymoor. Người khai hoang châu Âu đặt chân đầu tiên đến đây là vào những năm 1870.
Luke McRedmond tiến hành cấp đất cho người di cư đến đây sinh sống cạnh Sammamish Slough vào ngày 9 tháng 9, năm 1870, sau đó vài năm, Warren Perigo đã khai hoang vùng đất gần kề. Các nhánh sông và suối có nhiều cá hồi, nên người ta gọi khu di cư đầu tiên ở đây là Salmonberg. Những người di cư càng đến nhiều hơn, bưu điện đầu tiên được xây dựng vào 1881, tên gọi của cộng đồng đầu tiên là Melrose. Tên gọi mới bắt nguồn là từ thành công từ quán trọ của Perrigo, Melrose House, đã đánh bật McRedmond. Sau đó, ông trở thành giám đốc bưu điện, ông đã thành công hơn với kiến nghị đổi tên thành Redmond vào năm 1883.
Sự giàu có của các khu rừng và cá ở Redmond đã tạo nhiều việc làm cho nghề lấy gỗ và chài lưới, công việc này tạo nên sự đòi hỏi về thực phẩm cũng như dịch vụ, làm xuất hiện người làm việc như lái buôn.
Ngành lấy gỗ được mở rộng đáng kể vào 1889, khi Settle, Lake Shore và Eastern Railway thiết lập nhà ga vào trung tâm thị trấn. Bản đồ đầu tiên cho Redmond được thiết lập vào ngày 11 tháng 5 năm 1891, được vẽ như hiện tại cũng chính là trung tâm thương mại. Khi dân số đạt mốc cần thiết với 300 người, Redmond được thiết lập thành đơn vị vào ngày 31 tháng 12 năm 1912.
Redmond đã trải qua thời kì khủng hoảng kinh tế vào những năm 1920. Luật cấm sản xuất rượu được ban hành làm cho những vũ trường buộc phải đóng cửa, điều này gây giảm khoản thuế cho thành phố. Cánh rừng đã bị đốn trụi một cách thô bạo khi đối mặt với nạn khai thác quá mức, làm cho các xưởng gỗ buộc phải ngưng hoạt động.
Khu vực đã được khai hoang rừng lại phù hợp để trồng trọt. Nông nghiệp đã trở thành hoạt động kinh doanh cốt lõi tại Redmond, duy trì cho dân trong suốt thời kì Đại Khủng Hoảng.
Khi Hợp chúng quốc Hoa Kỳ tham gia Thế Chiến thứ 2, công việc đóng tàu và những công việc hậu cần chiến tranh đã đến Redmond.
Sau chiến tranh, sự bành trướng Redmond bắt đầu tiến triển một cách bền hơn. Thành phố bắt đầu lớn mạnh hơn gấp 30 lần trong khu vực trong suốt quá trình sáp nhập từ 1951 đến 1967. Từ năm 1956 đến 1965, Redmond được đánh dấu bởi thị trấn từ Phía Đông Redmond, nơi được hình thành từ các chủ trang trại vùng ven bị giải thể sau đó bởi Tòa Án Tối Cao Washington. Khi Cây cầu Nổi Evergreen Point được xây dựng hoàn chỉnh vào năm 1963 thúc đẩy Redmond phát triển phồn thịnh khu ngoại ô Seattle.
Vào năm 1978, Cục điều tra dân số Hoa Kỳ công bố Redmond là thành phố có tốc độ phát triển nhanh nhất trong Ban. Rất nhiều công ty công nghệ biến thành phố này là nhà của họ, sự phát triển dân số cũng làm gia tăng nhiều cửa hàng bán lẻ. vào cuối những năm 1980, Trung Tâm Thương Mại Redmond đã trở thành trung tâm được "vây quanh bởi các dãy bãi đỗ xe" với kế hoạch tích hợp nhiều mục đích đã 'nuôi sống' trung tâm thương mại.
Redmond đã trải qua bùng nổ thương mại trong suốt những năm 1990, đỉnh điểm là vào năm 1997 với Trung Tâm Thị Trấn Redmond, với những trung tâm thương mại chính tại cứ điểm thay thế những khóa đánh golf không còn tồn tại.Trong những năm gần đây, trước tình hình ùn tắt giao thông thành phố là hệ lụy từ bành trướng một cách chóng vánh, nhưng lại đối lập với sự trì trệ từ khu đô thị. Nhằm giải quyết những vấn nạn trên, SR520 phải chấp nhận sự mở rộng và làm nổi bật dịch vụ đường sắt với dự án  Xa Lộ Cao Tốc từ Seattle đến Redmond  dự kiến hoạt động vào 2024.

## Địa lý
Redmond được đánh dấu khu vực từ Kirkland đến bờ tây, Bellevue đến Tây Nam, và Sammamish đến Đông Nam.
Khu trung tâm đô thị thành phố nằm ở phía bắc, cạnh hồ Sammamish, Khu dân cư ở khu vực phía bắc và phía tây của hồ.
Overlake là trung tâm đô thị thứ nhì của thành phố , bên bờ tây của Hồ Sammamish. Sông Sammamish đổ từ phía bắc hồ xuyên suốt đường biên phía tây của trung tâm thương mại.
Theo Cục Đièu tra dân số Hoa Kỳ, thanh phố với tổng diện tích đến 43.87 km2, với diện tích đất đai là 42.17 km2 và diện tích mặt nước chiếm 1.71 km2.